# Bellhouse Provincial Park
Der Bellhouse Provincial Park ist ein rund 2 Hektar (ha) großer Provincial Park in der kanadischen Provinz British Columbia. Der Park gehört zu den zehn kleinsten der Provincial Parks in British Columbia. Weitere Provinzparks auf der Insel sind von Norden nach Süden der Dionisio Point Provincial Park, der Bodega Ridge Provincial Park, der Montague Harbour Marine Provincial Park und der Collinson Point Provincial Park. 
Benannt ist der Park nach „Leonard Thorneycroft Bellhouse“, dem früheren Eigentümer einer hier ursprünglich gelegenen Farm, der dieses Land schließlich der Provinz vermachte.

## Anlage
Der Park liegt am südöstlichen Ende von Galiano Island am Active Pass. Die Insel gehört zu den südlichen Gulf Islands und liegt im Capital Regional District. Nördlich des Parks, in der Sturdies Bay, befindet sich das Sturdies Bay Ferry Terminal der BC Ferries.
Bei dem Park, der am 21. August 1964 eingerichtet wurde, handelt es sich um ein Schutzgebiet der Kategorie II (Nationalpark).
Mit lediglich 401 Besuchern (Personentagen) in der Saison 2023/2024, die von April bis März geht, gehörte er zur Gruppe der am wenigsten besuchten Parks der Provinz. Während der ebenfalls auf der Insel gelegene Montague Harbour Marine Provincial Park in der Saison 2023/2024 auf 156.330 Besucher kam, hatte der Collinson Point Provincial Park sogar nur 53 Besucher.